# Ptolemaios (Sohn des Seleukos)
Ptolemaios (altgriechisch Πτολεμαῖος Ptolemaíos; † 333 v. Chr.), Sohn des Seleukos, war ein Offizier Alexanders des Großen im 4. vorchristlichen Jahrhundert. Vermutlich war er mit dem Dynastiegründer Seleukos verwandt.
Von Arrian wurde Ptolemaios als „königlicher Leibwächter“ bezeichnet, womit er ihn wohl mit dem namensgleichen Somatophylax verwechselte. Im Spätjahr 334 v. Chr. wurde er mit der Führung über die jungverheirateten Krieger betraut, welche den Winter über noch einmal nach Makedonien geführt wurden. Im Frühjahr 333 v. Chr. führte er diese Krieger und zusätzlich 3.000 makedonische Infanteristen, 300 makedonische Kavalleristen, 200 thessalische Berittene und 150 Eliener dem in Gordion lagernden Heer zu. In der Schlacht bei Issos stand Ptolemaios als taxiarchos der tymphainischen Phalanx (pezhetairoi) den Reihen der griechischen Söldner auf persischer Seite gegenüber. Er wurde in der Schlacht nach tapferem Kampf getötet, seine Abteilung wurde von Polyperchon übernommen.
Neben dem Somatophylax Ptolemaios wird Ptolemaios, Sohn des Seleukos, als Vater jenes Ptolemaios in Betracht gezogen, der bei der Konferenz von Triparadeisos 320 v. Chr. zum Leibwächter des Königs Philipp III. Arrhidaios ernannt wurde.